# Stichtite
La stichtite (simbolo IMA: Stt) è un minerale del supergruppo dell'idrotalcite, oltre che del gruppo dell'idrotalcite, con composizione chimica Mg6Cr2(CO3)(OH)16 • 4(H2O).
Da un punto di vista chimico è un carbonato basico tetraidrato di magnesio e cromo.

## Etimologia e storia
Il nome del minerale è in onore di Robert Sticht (1856 - 1922), direttore della "Mount Lyell Mining and Railway Co." sita in Tasmania (Australia). La stichtite è stata descritta per la prima volta da William Frederick Petterd (1849 - 1910).

## Classificazione
Essendo stata pubblicata nel 1910, la stichtite è un cosiddetto minerale grandfathered (G) e quindi già presente nelle passate edizioni della sistematica dei minerali di Strunz. Nella nona edizione il minerale è elencato nella classe "5. Carbonati (nitrati)" e da lì nella sottoclasse "5.D Carbonati con anioni aggiuntivi, con H2O"; questa è suddivisa in base alle dimensioni dei cationi coinvolti, in modo da classificare il minerale nella sezione "5.DA Con cationi di media dimensione" dove forma il sistema nº 5.DA.50 insieme a comblainite, desautelsite, reevesite, takovite, idrotalcite e piroaurite. Tale classificazione è mantenuta anche nella Classificazione Strunz-mindat, che è il prosieguo della sistematica di Strunz operato dal database "mindat.org".
Nella Sistematica dei lapis (Lapis-Systematik) di Stefan Weiß, la stichtite è classificata nella famiglia dei "nitrati, carbonati e borati" e da lì nella sottofamiglia "carbonati idrati, con anioni estranei" dove forma il "gruppo dell'idrotalcite" con il sistema nº V/E.03 insieme a idrotalcite, piroaurite, desautelsite, takovite, reevesite, comblainite, fougèrite, trébeurdenite, sergeevite, karchevskyite e putnisite.
Nella classificazione dei minerali secondo Dana, usata principalmente nel mondo anglosassone, la stichtite si trova nella classe dei "carbonati idrati contenenti idrossile o alogeno" dove forma il sistema nº 16b.6.2 insieme a idrotalcite, piroaurite, desautelsite e droninoite.

## Abito cristallino
La stichtite cristallizza nel sistema trigonale nel gruppo spaziale R3m (gruppo nº 166) con i parametri reticolari a = 3,09 Å, c = 23,19 Å oltre a 3/8 unità di formula per cella unitaria.

## Modificazioni e varietà
La stichtite possiede due politipi: la stichtite-3R e la stichtite-2H. La prima è il politipo più diffuso di stichtite, e spesso stichtite e stichtite-3R sono considerati sinonimi.
La stichite-2H era in precedenza chiamata barbertonite per via della sua località tipo, Barberton, in provincia di Mpumalanga (Sud Africa); nel 2011 ulteriori analisi hanno appurato che la barbertonite altro non era che un politipo di stichtite.
La stichite-2H cristallizza nel sistema esagonale nel gruppo spaziale P63/mmc (gruppo nº 194) con i parametri di reticolo a = 3,09689(6) Å e c = 15,6193(8) Å, oltre a 0,25 unità di formula per cella unitaria. La durezza Mohs è tra 1,5 e 2, quindi è un minerale piuttosto morbido; il colore del minerale va dal viola intenso al rosa con uno striscio dal viola chiaro al bianco. È piuttosto rara ed è stata trovata solo in poche località.

## Origine e giacitura
La stichtite ha genesi secondaria, per alterazione di cromite in serpentinite; la si trova associata con cromite, barbertonite e antigorite.
Il minerale è piuttosto raro ed è stato rinvenuto in poche località sparse per il mondo.
Oltre alla sua località tipo in Tasmania, la Stichtite Hill, nella municipalità di West Coast, ci sono stati ritrovamenti anche nella contea di Wiluna nell'Australia Occidentale.
Altri siti sono: Pernegg an der Mur (Austria); Minas Gerais (Brasile); a Timmins, nella municipalità regionale della contea di Les Appalaches e nella municipalità regionale della contea di Abitibi (Canada); a Letovice (Repubblica Ceca); nella riserva naturale di Malolotja (in eSwatini); nei distretti di Hassan e nello Stato di Keonjhar (India).
Ritrovamenti anche in Kazakistan, Russia, Nuova Zelanda, Sud Africa, Scozia e Zimbabwe.

## Forma in cui si presenta in natura
Si presenta in scaglie, cristalli, massiva, in fibre e noduli. Il suo colore è lilla, viola intenso o rosa e il suo striscio è viola-blu pallido.